# Кошава (Болгарія)
Коша́ва (болг. Кошава) — село у Видинській області Болгарії. Входить до складу общини Видин.

## Населення
За даними перепису населення 2011 року у селі проживали 388 осіб.
Національний склад населення села:
| Національність   | Кількість осіб | Відсоток |
| ---------------- | -------------- | -------- |
| болгари          | 373            | 97,4%    |
| інша             | 8              | 2,1%     |
| Всього відповіли | 383            |          |

Розподіл населення за віком у 2011 році:
Динаміка населення: